# 203毫米SK C/34型艦炮
20.3厘米SK C/34（20.3 cm SK C/34）是納粹德國海軍希佩尔将军级重巡洋舰以上所搭載的主炮。此外，它亦被用作海岸炮。

## 設計背景
直到1930年代初，德國海軍才能使用8英寸（203.2毫米）火砲系統。以前德國艦艇可以使用的火砲是21厘米SK L/40和21厘米SK L/45的 210毫米艦炮，這是德意志帝國海軍艦隊的装甲巡洋舰受到第一次世界大战當中德國戰敗以後，受到凡尔赛条约限制影響，導致帝國海軍只能建造若干艘配備15厘米SK C/25艦炮的輕巡洋艦，和三艘配備283毫米艦炮的“袖珍戰艦” ，這使人們對其重型巡洋艦級生存能力感到懷疑。然而，在1930年代中期，正在復興的德國艦隊也轉向了“華盛頓”型巡洋艦的想法。這使得納粹德國海軍聲稱擁有國家海軍大型艦隊的地位，這意味著亦具備所有主要級別的艦艇的可用性。
1934年，德國開始重巡洋艦的設計工作。幾乎變得清晰起來的是，要適應達到10,000噸的排水量、搭載八門203毫米火砲、足夠的裝甲防護和機械，還要能夠提供32節的航速實際上是不可能的事。雖然有種想法是將火砲的口徑縮小至190毫米，但是很明顯，這只能節省100噸。在此期間，德國實際上已經廢除了凡爾賽條約的條款，但當時阿道夫·希特勒在枱面上仍然願意保持對外交政策的尊重，因此官方正式認為新艦艇的項目仍然在10,000噸以內。
1935年締結的《英德海军协定》要求德國遵守包括协定在內的國際限制，加上根據1922年华盛顿海军条约建立的巡洋艦，這意味著德國有權建造一系列5艘標準排水量不得超過10,000噸的新型海軍巡洋艦。甚至在此之前，1934年就簽訂了建造兩艘巡洋艦的第一艘的合同，使得1935年4月可以開始對該項目的詳細開發。最初很明顯，實際標準排水量將大大超過协定所規定的極限。
戰爭結束後，欧根亲王号被割讓給了美國。在該艦被用作核试验的靶艦而運往太平洋以前，砲塔A（安東）的火砲在宾夕法尼亚州的费城海军船坞被拆卸下來，並且被送往弗吉尼亞州達爾格倫的美國海軍基地進行試驗。目前它們仍被永久展示。

## 序述
這些筒緊炮身是由德國方面的克虜伯公司所研製，並且成為德國艦隊當中第一門該口徑的火砲。它倆由裝有內部和外部套筒、附有膛線的炮管所組成，炮管裝有水平滑動式後膛炮閂。後膛是由18公斤（39.68磅）黃銅彈殼所密封，彈殼裝有30千克（66.14磅）無煙火藥和160克（5.64盎司）火药引子。在拋體和黃銅彈殼之間還裝有一個布袋，裡面裝有21公斤（46.3磅）無煙火藥和380克（13.4盎司）火藥。每門火炮的射速可以達到大約5發／分鐘。預期使用壽命為每根炮管510發有效全裝藥彈（EFC）炮擊。
LC/34砲塔分別由72名水手供彈。由於後方裝甲和測距儀的存在，砲塔A（安東）和D（朵拉）重249噸，而砲塔B（布魯諾）和C（采撒）則是262噸。裝彈時，後膛必須枱高3°。炮彈和主要裝藥會被液壓裝彈機所裝填，而布袋裝藥則是手動裝填。

## 海軍服役
納粹德國海軍所屬的希佩尔将军号、布呂歇爾號和欧根亲王号重巡洋舰各自將其中八門火砲裝設在重達248噸的Drh LC/34雙聯砲塔以內，最大仰角為37度。

## 海岸炮
原定用於未完成的塞德利茨號重巡洋艦的四座砲塔設置在法國用作海岸炮。砲塔A（安東）和D（朵拉）位於雷岛的卡洛拉炮台（4./海軍砲兵營282）以上。而砲塔B（布魯諾）和C（采撒）位於格鲁瓦島的塞德利茲炮台（5./海軍砲兵營264）。

## 列車炮
來自未完成的巡洋艦的八根炮管亦被交給了陸軍，然後被重建為20.3厘米K（E）的列車炮。由於彈藥供應方面的問題，它們集中在布雷斯特和瑟堡附近的沿海防禦中。

## 炮彈
| Pz.Gr. L/4.4穿甲弹        | 122 | 122 | 89.5 | 2.3  | 1.9 | 925 |
| Spr.Gr. L/4.7 Bdz半穿甲弹 | 122 | 122 | 95.6 | 6.54 | 5.3 | 925 |
| Spr.Gr. L/4.7 Kz高爆彈    | 122 | 122 | 95.3 | 8.93 | 7.3 | 925 |
| Lg. L/4.5照明彈           | 103 | 103 | —    | —    | —   | 700 |

## 炮彈軌跡
| 射程                 | 仰角    | 飛行時間 | 彈著    | 撞擊速度                     |
| -------------------- | ------- | -------- | ------- | ---------------------------- |
| 5,000公尺（3英里）   | 1° 54′  | 6秒      | 2° 6′   | 744公尺／秒（2440英尺／秒）  |
| 10,000公尺（6英里）  | 4° 24′  | 14秒     | 6° 6′   | 587公尺／秒（1,930英尺／秒） |
| 15,000公尺（9英里）  | 8° 6′   | 23秒     | 12° 48′ | 463公尺／秒（1,520英尺／秒） |
| 20,000公尺（12英里） | 13° 18′ | 36秒     | 23° 36′ | 382公尺／秒（1,250英尺／秒） |
| 25,000公尺（15英里） | 20° 18′ | 51秒     | 36° 48′ | 353公尺／秒（1,160英尺／秒） |
| 30,000公尺（18英里） | 29° 6′  | 69秒     | 48° 48′ | 363公尺／秒（1,190英尺／秒） |

## 流行文化
在2015年戰遊網大型多人在线角色扮演射击游戏《戰艦世界》當中，203毫米SK C/34型艦炮除了以史實的四座雙聯裝砲塔形式搭載在德國VIII級銀幣系重巡洋艦希佩尔海军上将级重巡洋舰（包括同級加值系艦船歐根親王號與IX級加值系艦船布呂歇爾號）的LC/34炮座以上外，亦有以三連裝砲塔之姿將三座及四座分別搭載於1938年及1940年203mm主砲推演方案的IX級及X級銀幣系架空重巡洋艦羅恩號及興登堡號以上；而中國智能手机遊戲《碧藍航線》與戰艦世界的第一次及第六次聯動活動當中，在羅恩號及興登堡號的艦娘登場的同時，亦讓兩者分別配用的203毫米SK C/34型艦炮沿用相關資料登場，並分別命名為“试作型三联装203mmSKC主炮T0”及“试作型三联装203mmSKC主炮改”。

### 年代、功能、性能相近的其他火炮
- 203毫米口徑50倍徑1924年型火炮（英语：203mm/50 Modèle 1924 gun）：法國研製的203毫米重巡洋艦炮
- 203毫米口徑53倍徑安薩爾多M1927海軍炮（英语：203 mm/53 Italian naval gun）：意大利研製的203毫米重巡洋艦炮
- 三年式200毫米雙聯裝艦炮（日语：五十口径三年式二〇糎砲）：日本研製的200毫米重巡洋艦炮
- 8吋Mk VIII（英语：BL 8-inch Mk VIII naval gun）：英國研製的203毫米重巡洋艦炮
- 8吋55倍徑：美國研製的203毫米重巡洋艦炮

## 資料來源
1. ↑  Whitley 1995 p.57
2. 1 2 3 4 5 6 7 8  Campbell 1985 pp.235–237
3. 1 2  Campbell J.. Naval weapons of World War Two. ISBN 0-87021-459-4.7
4. ↑  Кофман В. Л.. Принцы Кригсмарине. Тяжёлые крейсера Третьего рейха. 5 с.. ISBN 978-5-699-31051-7.
5. 1 2  Кофман В. Л.. Принцы Кригсмарине. Тяжёлые крейсера Третьего рейха. 6 с..
6. ↑  Кофман В. Л.. Принцы Кригсмарине. Тяжёлые крейсера Третьего рейха. 7 с..
7. ↑  Кофман В. Л.. Принцы Кригсмарине. Тяжёлые крейсера Третьего рейха. 8 с..

## 外部連結
- （英文）—Tony DiGiulian, German 20.3 cm/60 (8") SK C/34（页面存档备份，存于）